# USS LST-543
O USS LST-543 foi um navio de guerra norte-americano da classe LST que operou durante a Segunda Guerra Mundial.